# Takahiro Ōgihara
Takahiro Ōgihara (扇原 貴宏?, Ōgihara Takahiro; Osaka, 5 ottobre 1991) è un calciatore giapponese, centrocampista del Vissel Kōbe.

## Statistiche

### Presenze e reti nei club
Statistiche aggiornate all'8 dicembre 2024.
| Stagione                  | Club                      | Campionato                | Campionato | Campionato | Coppe nazionali | Coppe nazionali | Coppe nazionali | Coppe continentali | Coppe continentali | Coppe continentali | Altre coppe | Altre coppe | Altre coppe | Totale | Totale |
| Stagione                  | Club                      | Comp                      | Pres       | Reti       | Comp            | Pres            | Reti            | Comp               | Pres               | Reti               | Comp        | Pres        | Reti        | Pres   | Reti   |
| ------------------------- | ------------------------- | ------------------------- | ---------- | ---------- | --------------- | --------------- | --------------- | ------------------ | ------------------ | ------------------ | ----------- | ----------- | ----------- | ------ | ------ |
| 2010                      | Cerezo Osaka              | J1                        | 0          | 0          | CG+CdL          | 0               | 0               | -                  | -                  | -                  | -           | -           | -           | 0      | 0      |
| 2011                      | Cerezo Osaka              | J1                        | 10         | 4          | CG+CdL          | 3+1             | 0               | ACL                | 3                  | 0                  | -           | -           | -           | 17     | 4      |
| 2012                      | Cerezo Osaka              | J1                        | 29         | 2          | CG+CdL          | 4+3             | 0+1             | -                  | -                  | -                  | -           | -           | -           | 36     | 3      |
| 2013                      | Cerezo Osaka              | J1                        | 32         | 2          | CG+CdL          | 3+8             | 0               | -                  | -                  | -                  | -           | -           | -           | 43     | 2      |
| 2014                      | Cerezo Osaka              | J1                        | 31         | 0          | CG+CdL          | 4+0             | 0               | ACL                | 7                  | 0                  | -           | -           | -           | 42     | 0      |
| 2015                      | Cerezo Osaka              | J2                        | 33+1       | 2+0        | CG              | 1               | 0               | -                  | -                  | -                  | -           | -           | -           | 35     | 2      |
| gen.-giu. 2016            | Cerezo Osaka              | J2                        | 4          | 0          | -               | -               | -               | -                  | -                  | -                  | -           | -           | -           | 4      | 0      |
| Totale Cerezo Osaka       | Totale Cerezo Osaka       | Totale Cerezo Osaka       | 140        | 10         |                 | 27              | 1               |                    | 10                 | 0                  |             | -           | -           | 177    | 11     |
| lug.-dic. 2016            | Nagoya Grampus            | J1                        | 2          | 0          | CG              | 1               | 0               | -                  | -                  | -                  | -           | -           | -           | 3      | 0      |
| 2017                      | Yokohama F·Marinos        | J1                        | 26         | 1          | CG+CdL          | 4+5             | 0+1             | -                  | -                  | -                  | -           | -           | -           | 35     | 2      |
| 2018                      | Yokohama F·Marinos        | J1                        | 30         | 1          | CG+CdL          | 2+9             | 0+1             | -                  | -                  | -                  | -           | -           | -           | 41     | 1      |
| 2019                      | Yokohama F·Marinos        | J1                        | 25         | 1          | CG+CdL          | 2+5             | 0               | -                  | -                  | -                  | -           | -           | -           | 32     | 1      |
| 2020                      | Yokohama F·Marinos        | J1                        | 31         | 0          | CdL             | 2               | 0               | ACL                | 5                  | 0                  | SG          | 1           | 1           | 39     | 1      |
| 2021                      | Yokohama F·Marinos        | J1                        | 32         | 0          | CG+CdL          | 1+5             | 0               | -                  | -                  | -                  | -           | -           | -           | 38     | 0      |
| Totale Yokohama F·Marinos | Totale Yokohama F·Marinos | Totale Yokohama F·Marinos | 144        | 3          |                 | 35              | 2               |                    | 5                  | 0                  |             | 1           | 1           | 185    | 6      |
| 2022                      | Vissel Kōbe               | J1                        | 12         | 0          | CG+CdL          | 2+0             | 0               | ACL                | 4                  | 0                  | -           | -           | -           | 18     | 0      |
| 2023                      | Vissel Kōbe               | J1                        | 11         | 0          | CG+CdL          | 3+4             | 0               | -                  | -                  | -                  | -           | -           | -           | 18     | 0      |
| 2024                      | Vissel Kōbe               | J1                        | 35         | 1          | CG+CdL          | 4+0             | 0               | ACL                | 3                  | 0                  | SG          | 1           | 0           | 43     | 1      |
| Totale Vissel Kōbe        | Totale Vissel Kōbe        | Totale Vissel Kōbe        | 58         | 1          |                 | 13              | 0               |                    | 7                  | 0                  |             | 1           | 0           | 79     | 1      |
| Totale carriera           | Totale carriera           | Totale carriera           | 344        | 14         |                 | 76              | 3               |                    | 22                 | 0                  |             | 2           | 1           | 444    | 18     |

### Cronologia presenze e reti in nazionale
| Cronologia completa delle presenze e delle reti in nazionale ― Giappone | Cronologia completa delle presenze e delle reti in nazionale ― Giappone | Cronologia completa delle presenze e delle reti in nazionale ― Giappone | Cronologia completa delle presenze e delle reti in nazionale ― Giappone | Cronologia completa delle presenze e delle reti in nazionale ― Giappone | Cronologia completa delle presenze e delle reti in nazionale ― Giappone | Cronologia completa delle presenze e delle reti in nazionale ― Giappone | Cronologia completa delle presenze e delle reti in nazionale ― Giappone |
| Data                                                                    | Città                                                                   | In casa                                                                 | Risultato                                                               | Ospiti                                                                  | Competizione                                                            | Reti                                                                    | Note                                                                    |
| ----------------------------------------------------------------------- | ----------------------------------------------------------------------- | ----------------------------------------------------------------------- | ----------------------------------------------------------------------- | ----------------------------------------------------------------------- | ----------------------------------------------------------------------- | ----------------------------------------------------------------------- | ----------------------------------------------------------------------- |
| 25-7-2013                                                               | Hwaseong                                                                | Giappone                                                                | 3 – 2                                                                   | Australia                                                               | Coppa dell'Asia orientale 2013                                          | -                                                                       | 61’                                                                     |
| Totale                                                                  |                                                                         | Presenze                                                                | 1                                                                       |                                                                         | Reti                                                                    | 0                                                                       |                                                                         |

| Cronologia completa delle presenze e delle reti in nazionale ― Giappone Olimpica | Cronologia completa delle presenze e delle reti in nazionale ― Giappone Olimpica | Cronologia completa delle presenze e delle reti in nazionale ― Giappone Olimpica | Cronologia completa delle presenze e delle reti in nazionale ― Giappone Olimpica | Cronologia completa delle presenze e delle reti in nazionale ― Giappone Olimpica | Cronologia completa delle presenze e delle reti in nazionale ― Giappone Olimpica | Cronologia completa delle presenze e delle reti in nazionale ― Giappone Olimpica | Cronologia completa delle presenze e delle reti in nazionale ― Giappone Olimpica |
| Data                                                                             | Città                                                                            | In casa                                                                          | Risultato                                                                        | Ospiti                                                                           | Competizione                                                                     | Reti                                                                             | Note                                                                             |
| -------------------------------------------------------------------------------- | -------------------------------------------------------------------------------- | -------------------------------------------------------------------------------- | -------------------------------------------------------------------------------- | -------------------------------------------------------------------------------- | -------------------------------------------------------------------------------- | -------------------------------------------------------------------------------- | -------------------------------------------------------------------------------- |
| 26-7-2012                                                                        | Glasgow                                                                          | Spagna                                                                           | 0 – 1                                                                            | Giappone                                                                         | Olimpiadi 2012 - 1º turno                                                        | -                                                                                | 86’                                                                              |
| 29-7-2012                                                                        | Newcastle                                                                        | Giappone                                                                         | 1 – 0                                                                            | Marocco                                                                          | Olimpiadi 2012 - 1º turno                                                        | -                                                                                |                                                                                  |
| 4-8-2012                                                                         | Manchester                                                                       | Giappone                                                                         | 3 – 0                                                                            | Egitto                                                                           | Olimpiadi 2012 - Quarti di finale                                                | -                                                                                |                                                                                  |
| 7-8-2012                                                                         | Londra                                                                           | Messico                                                                          | 3 – 1                                                                            | Giappone                                                                         | Olimpiadi 2012 - Semifinale                                                      | -                                                                                | 83’                                                                              |
| 10-8-2012                                                                        | Cardiff                                                                          | Corea del Sud                                                                    | 2 – 0                                                                            | Giappone                                                                         | Olimpiadi 2012 - Finale 3º posto                                                 | -                                                                                | 43’ 59’                                                                          |
| Totale                                                                           |                                                                                  | Presenze                                                                         | 5                                                                                |                                                                                  | Reti                                                                             | 0                                                                                |                                                                                  |

## Palmarès

### Club

#### Competizioni nazionali
- Campionato giapponese: 3

Yokohama F·Marinos: 2019
Vissel Kōbe: 2023, 2024
- Coppa dell'Imperatore: 1

Vissel Kōbe: 2024

### Nazionale
- Coppa dell'Asia orientale: 1

2013